# Erzbistum Winnipeg
Das Erzbistum Winnipeg (lateinisch Archidioecesis Vinnipegensis) ist eine in Kanada gelegene römisch-katholische Erzdiözese mit Sitz in Winnipeg.

## Geschichte
Das Erzbistum Winnipeg wurde am 4. Dezember 1915 durch Papst Benedikt XV. aus Gebietsabtretungen des Erzbistums Saint-Boniface errichtet.

## Erzbischöfe von Winnipeg
- 1915–1952 Arthur Alfred Sinnott
- 1952–1961 Philip Francis Pocock, dann Koadjutorerzbischof von Toronto
- 1961–1982 George Bernard Kardinal Flahiff CSB
- 1982–1991 Adam Joseph Exner OMI, dann Erzbischof von Vancouver
- 1992–2000 Leonard James Wall
- 2000–2013 James Vernon Weisgerber
- 2013–2024 Richard Joseph Gagnon
- seit 2024 Murray Chatlain